# Rolf Järmann
Rolf Järmann (ur. 31 stycznia 1966 w Arbon) – szwajcarski kolarz szosowy startujący wśród zawodowców w latach 1987–1999, etapowy zwycięzca Tour de France i Giro d’Italia, zwycięzca Tour de Pologne, olimpijczyk.

## Najważniejsze zwycięstwa
- 1989 – etap w Giro d’Italia
- 1990 – etap w Tour de Suisse
- 1992 – etap w Tour de France
- 1993 – Amstel Gold Race, etap w Tour de Suisse
- 1995 – Grand Prix Ouest France-Plouay, Tour de Luxembourg
- 1997 – Tour de Pologne
- 1998 – Amstel Gold Race, Tirreno-Adriático